# ژان مونه
ژان مونه (به فرانسوی: Jean Monnet) (زادهٔ ۹ نوامبر ۱۸۸۸ – درگذشتهٔ ۱۶ مارس ۱۹۷۹) اقتصاددان سیاسی و دیپلمات فرانسوی بود. بسیاری او را معمار اصلی اتحادیه اروپا و پدر و مؤسس اتحادیه اروپا می‌دانند. او به عنوان رئیس امور عالی سازمان زغال سنگ و فولاد اروپا از عوامل اجرایی اروپا بود و به همین دلیل به عنوان «پدر اروپا» شناخته شده‌است. مونه که هرگز به عنوان رئیس اتحادیه انتخاب نشده بود، پشت صحنه دولت‌های آمریکایی و اروپایی به عنوان یک پیونددهندهٔ خوب و عملی انترناسیونالیست کار کرد. او به افتخار دستاوردهایش در کالج اروپا به عنوان حامی سال تحصیلی ۱۹۸۱–۱۹۸۰ نامیده شد.